# Мішо Ковач
Мішо Ковач (16 липня 1941, Шибеник) — хорватський естрадний співак, який досяг піку популярності у 1970-х та 1980-х роках, але все ще має значну віддану аудиторію сьогодні.

## Біографія
Мішо Ковач народився в місті Шибеник під час італійської окупації Далмації у Другій світовій війні в родині Зрінки та Якова Ковач. Його мати родом з острова Вргада, а батько — з району Шкопінац. Мішо виріс разом із братом Ратьком та сестрою Бланкою. В юності він грав у футбол, був воротарем і захищав юніорську команду ХНК Шибеник мріючи про професійну футбольну кар'єру в Хайдуку. Мішо закінчив промислову середню школу, навчившись ремеслом оббивача. Пройшов військову службу в ЮНА в Белграді, після закінчення якої він прибув до Загреба. У 1971 році він ледь не загинув в автокатастрофі поблизу Задара.

### Початок кар'єри
На одному з конкурсів талантів у Карловаці, з піснею «Я не можу перестати тебе любити» Рея Чарльза він переміг з великим успіхом і незабаром був помічений музичними продюсерами. Хітом, з яким він зарекомендував себе як відомого виконавця, стала пісня «Ти ніколи не повернешся», пісня-переможець із колись популярного фестивалю в Сараєво «Твій хіт сезону» (1969) Цей сингл був проданий у 183987 примірниках, що стало другим найбільш продаваним записом видавця (Jugoton) того року. У 1969 році він продав загалом п'ять платівок тиражем 252 905 примірників, що зробило його найбільш продаваним співаком Jugoton.
У 1975 році з піснею «Ти завжди залишався незмінним» він виступив на конкурсі «Югославський хіт-парад» у Белграді. У 1977 році він виграв фестиваль у Спліті з піснею «Сьогодні ввечері ми розповімо країні». Його музична кар'єра процвітала. Ковача п'ять разів називали Співаком року, а в 1989 році — людиною року у колишній Югославії.

### Особисті трагедії
У вересні 1991 року він приєднався до хорватського оркестру для запису пісні на слова вірша «У нього очі кольору моря». У 1992 році в Загребі за підозрілими обставинами загинув його 16-річний син Еді, який був учасником спецпідрозділу хорватської армії «Скорпіони». Мішо ніколи повністю не подолав цю трагедію. Він також випускає сингл «Пісня для Едді». Після смерті Еді та великого концерту «Ніч свічок» перед 50 000 людей на сплітському Полюді в 1993 році Мішо публічно оголосив, що більше не виступатиме.
Окрім сина Еді, він у 1990-х втратив матір та молодшого брата Ратка, тоді як його дочка Івана боролася із залежністю. Після багатьох років депресії та алкоголізму, 14 січня 1999 року в загребській квартирі на вулиці Максимирська 69, Мішо Ковач вистрелив собі в груди з незареєстрованого пістолета «Беретта». Але йому вдалося вижити і повністю відновитися, а його психічний стан значно покращився.

### Знову на сцені
Однак на цьому кар'єра Ковача не закінчилася. Ковач записав альбом « Будь людиною доброї волі», за його словами, завдяки своїй дочці Івані. Наступного року він ненадовго повернувся до музичних фестивалів і відразу ж переміг на Сплітському фестивалі з піснею «Я повертаюся до тебе, матінко Далмація». Він отримав срібну нагороду за новий студійний альбом, що вийшов у 2004 та 2006 роках, і двіплатинові нагороди за свої збірки «Pjevaj, legendo» (1999) та «Улюблені пісні» Мішо Ковача (2003).
Після перерви, у 2006 році він записав альбом « Я — коваль його щастя», на якому госттю до нього приєдналася його дочка Івана.
У квітні 2013р Мішо записав дует з Арсеном Дедичем, співгромадянином Шибеника, пісню «Ми листя з однієї гілки» виробництва « Хорватія», для якої було записано відео.
Він також спробував свої сили в акторській грі, в 1972 році він знявся з Радо Шербеджією у фільмі «Полудень фазана». Його виступ у ювілейному 400-му шоу "Неділя в два " на HTV 16 липня 2006 р. — одне з найбільш перегляданих видань цього шоу в його історії.

## Політична участь
За його власним зізнанням, він неодноразово відмовлявся співати для Тіто У 1972 році передав кошти від продажу альбому Proplakat će zora та концерту з Борисом Дворником на будівництво траси Загреб-Спліт. Перед виступом для хорватських емігрантів у 1986 році в Калгарі він попросив зняти картину Павеліча зі стіни будинку емігрантів.
Він почав виявляти громадську підтримку партії, виступаючи на мітингах партії у чорній формі хорватських сил оборони (HOS). Пізніше він був у дружніх стосунках з президентом Туджманом, якому він віддав данину пошани навіть після його смерті.
30 червня 2007 року Ковач балотувався до 8-ї Генеральної Асамблеї ХДС, а в 2009 році приєднався до місцевої виборчої кампанії та балотувався від незалежного кандидата Желько Керума, який переміг на виборах у Спліті та став новим мером.

## Приватне життя
Мішо Ковач розлучився зі своєю першою дружиною Любицею Комадіною після чотирьох років шлюбу, а в 1973 році одружився Анітою Батуріною, міс Югославія, з якою у 1975 році у нього народився син Еді, а через два роки — дочка Івана. Діти народилися в Спліті. Після смерті сина Еді шлюб з Анітою розпався, і він ненадовго спробував завести любовний зв'язок з 30-річною астрологинею Сільвією Конте Кальві Маркович. Після одужання та повернення на сцену новою супутницею життя Ковача стала Лідія Пінтаріч, з якою він познайомився у 1998 році і з якою одружився і досі перебуває у шлюбі.

## Призи
Він випускав численні золоті, діамантові та срібні платівки, мав фестивальні нагороди. 2005 р. Інститут хорватської музики вручив йому спеціальну нагороду «За найбільшу кількість проданих платівок в історії хорватської дискографії».

## Студійні альбоми
- Мішо Ковач (1971, перевидання 2008.)
- Портрет (1973.)
- Ми любили одне одного (1974.)
- О ти, моя люба душа (1974.)
- Це наша ніч (1977, перевидання 2008.)
- Завжди є щось подальше (1979, перевидання 2008.)
- Людина без адреси (1980, перевидання 2008)
- Сильніший від вітру (1981, перевидання 2008)
- Далмація в моїх очах(1982, перевидання 2008)
- I Feel You (1983, перевидання 2008.)
- Ми разом (1984, перевидання 2008.)
- Шукай мене в пісні (1984, перевидання 2008).)
- Ви завжди залишалися незмінними (1985, перевидання 2008).)
- Ти пісня моєї душі (1986, перевидання 2008.)
- У мене з вами трохи життя (1987, перевидання 2008.)
- Тільки небо може розділити нас (1989, перевидання 2008.)
- Сльози Неба 1989
- Для кого дзвін дзвонить 1990 рік.
- Пісня для Едді 1993
- Мате Мішо Ковач 1994
- Правда про Блейбург, 1994 рік
- Моїй відданій аудиторії в 1995 році.
- Але кохання — важка хвороба в 1996 році.
- Я почуваюся сильнішим у 1998 році.
- Будьте людиною доброї волі в 1999 році.
- Далматино 2001
- мир серцю 2004р
- Я коваль свого щастя у 2006 році.
- Я не шукаю правди 2010 рік